# 八雲町消防本部
八雲町消防本部（やくもちょうしょうぼうほんぶ）は、北海道二海郡八雲町の消防部局（消防本部）。

## 沿革
「八雲消防の沿革」参照

### 旧八雲消防
- 1949年（昭和24年）：八雲町消防本部、落部村消防本部設置。
- 1952年（昭和27年）：八雲町消防署設置。
- 1957年（昭和32年）：山越郡八雲町と茅部郡落部村が合併し、八雲町消防団と落部村消防団も合併。
- 1965年（昭和40年）：救急業務開始。
- 1967年（昭和42年）：消防本部庁舎移転新築。
- 1977年（昭和52年）：落部分遣所改築。
- 1980年（昭和55年）：西分署・落部分遣所設置。
- 1986年（昭和61年）：北海道救急医療情報システム運用開始。
- 1991年（平成03年）：北海道広域消防相互応援協定締結。
- 1993年（平成05年）：ひとり暮らし高齢者等緊急通報システム運用開始。

### 旧熊石消防
- 1947年（昭和22年）：熊石村警防団を熊石村消防団に改称。
- 1962年（昭和37年）：町制施行に伴い、熊石町消防団に改称。
- 1974年（昭和49年）：檜山広域消防組合設立し、熊石支署となる。
- 1976年（昭和51年）：救急業務開始。
- 1981年（昭和56年）：熊石支署消防庁舎落成。
- 1986年（昭和61年）：北海道救急医療情報システム運用開始。
- 1989年（平成元年）：相沼・泊川分遣所設置。
- 1990年（平成02年）：組織変更に伴い熊石消防署となる。
- 2000年（平成12年）：相沼・泊川分遣所委託業務開始。

### 現在の八雲消防
- 2005年（平成17年）：八雲町と爾志郡熊石町が合併し、二海郡八雲町となる。これに伴い、熊石消防は檜山広域行政組合を離脱し八雲消防と統合。
- 2009年（平成21年）：落部分遣所を出張所に改組。
- 2011年（平成23年）：消防本部庁舎移転新築。
- 2014年（平成26年）：西出張所閉鎖。

## 組織
- 八雲町消防本部 
  - 管理課
  - 消防課
- 八雲消防署
  - 管理課
  - 消防課
  - 落部出張所
- 熊石消防署
  - 相川・泊川分遣所

## 消防車両
「消防機械現勢表」参照
- タンク車：4
- 大型水槽車：2
- 救急車：5
- 指令車：2
- 広報車：1
- 積載車：1
- 広報車：1

## 消防署
| 消防署     | 住所            | 出張所        | 分遣所                      |
| ---------- | --------------- | ------------- | --------------------------- |
| 八雲消防署 | 内浦町191-1     | 落部：落部185 |                             |
| 熊石消防署 | 熊石雲石町155-2 |               | 相沼・泊川：熊石泊川町171-1 |

## 参考資料
- 『平成26年版 消防年報』八雲町消防本部、2015年。